# 黎鐮蟲屬
黎鐮蟲屬（學名：Orthrozanclus）是哈瓦亞蟲類（Halwaxiida）底下的一屬，但其上層的分類卻並不清楚，只能大致推測位於軟體動物門。黎鐮蟲屬在先前是一個有效性存疑的物種，但之後相關新物種的發現打破了這個質疑。黎鐮蟲屬底下總共有兩個物種，分別是多毛黎鐮蟲（學名：Orthrozanclus reburrus）和長形黎鐮蟲 （學名：Orthrozanclus elongata）。黎鐮蟲屬生存在大約寒武紀中期到晚期，而在寒武紀以後再也沒有發現化石，這一物種也沒有直系親屬存活到現在。黎鐮蟲的頭部有一個殼，身體的一部分由三類骨片組成，分別是圍繞在身體側邊匕首狀小骨片、在身體背部非常微小的骨片，以及在背上較長的刺。據推測，黎鐮蟲屬以海底的菌類和藻類為食。

## 命名與發現
多毛黎鐮蟲被發現於加拿大英屬哥倫比亞省落磯山脈的伯吉斯頁岩（Burgess Shale），最初的八個標本由西蒙·康威·莫里斯（Simon Conway Morris）和吉恩-貝爾納·卡隆（Jean-Bernard Caron）發現，分別編號為ROM 57197（正模標本）、ROM 57833、ROM 57834、ROM 57835、ROM 57836、ROM 57837、ROM 57838、ROM 57839和ROM 57840。而長形黎鐮蟲被發現於中國雲南昆明市的澄江化石地（Chengjiang Biota），分別由考察隊、古生物愛好者發現於2015年和2016年，這兩個標本分別被命名為NIGPAS 164892（正模標本）和NIGPAS 164893。
黎鐮蟲的属名Orthrozanclus是希臘語的 ς （orthros，曙明）+ （zanclon，鐮刀）指的是身體上的棘刺；而多毛黎鐮蟲的種小名reburrus是具有多毛的意思，指的是黎鐮蟲環繞在身上的細刺。

## 外觀
多毛黎鐮蟲的身體（包括棘刺在內）的長度大約是0.6公分至1.03公分；而長形黎鐮蟲大約長2公分，寬約0.3公分，身體外觀大致為長方形或橢圓形。背側的中心有一塊凸出的部分，身體的兩側邊緣比中心平坦。身體中部向頭部和尾部兩側逐漸變細，形成較身體中間更為狹窄的頭尾兩端。

### 骨片和殼
黎鐮蟲身體堅硬的部分是由三種不同外形的骨片和一個殼組成的。第一組骨片位在頭部，這些匕首狀的骨片在身體側邊並一直向後延伸，尖端稍微向外凸出並指向腹部，多毛黎鐮蟲還夾雜了稍微往背側彎曲的細刺；長形黎鐮蟲的側邊骨片則是貼平身體，其中骨片的尖端指向背側，有的標本延伸至腹部。第二組骨片是細長的刺，先往外延伸再往上延伸，且刺的頂端微微指向尾端，總共有16到20根，大概長0.6公分，這些刺位於身體的側邊，從側邊骨片的背側插入呈45度角並環繞周身，自圍繞著頭部的殼到身體的尾端，可能是用來保護身體或感知外部環境。多毛黎鐮蟲的第三組骨片覆蓋住了身體後半段凸出的中心區域，這些小骨片向後的排列成疊瓦狀，但是在化石上保存不佳；長形黎鐮蟲的背部則是有一排排的14個非常微小的橢圓形骨片，大約長0.22毫米、寬0.09毫米，每一排骨片從橫向觀察近似V字形。骨片上還有微小的結構，但並不清楚它們的功能與作用。

除了骨片，多毛黎鐮蟲的頭部還有一個殼，殼的前面有突起，後面有拱形的邊緣，中間隆起了一個狹長的區域。長形黎鐮蟲的頭部有一個呈橢圓形的殼，殼上還有類似蛤蜊的非常細小的線，殼上的線會隨著年齡增大而增多。

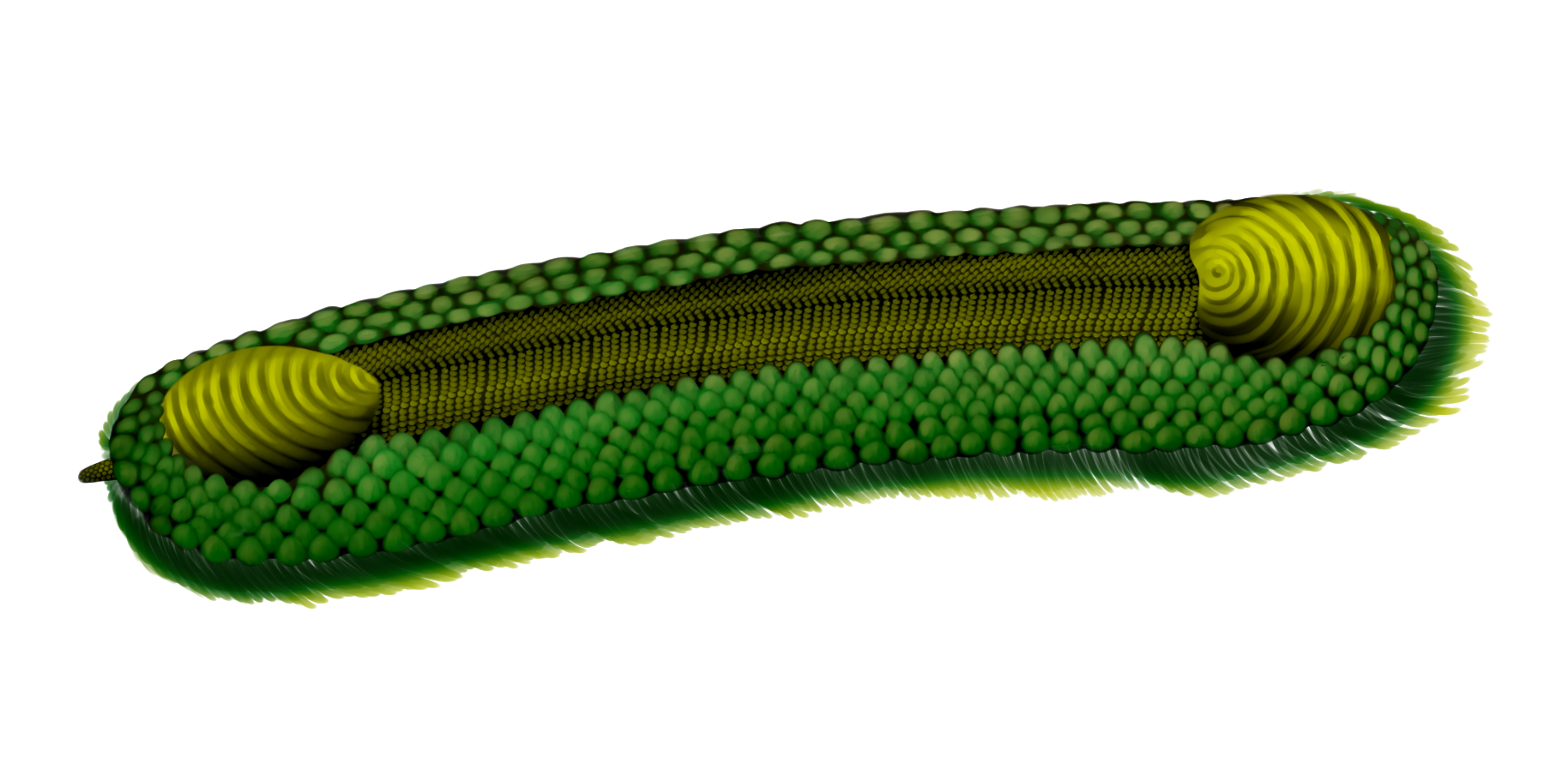
哈氏蟲類（Halkieriid）的代表型物種，哈氏蟲屬（Halkieria）的外貌復原圖。

### 其他部位
黎鐮蟲的腹側很柔軟。作為一類底棲型的物種，黎鐮蟲可能具有類似蝸牛的腹足或是貝類的斧足，以用於緩慢地爬行。黎鐮蟲寬鬆的腸子位於身體中心凸出的區域，充滿沉積物，並延伸到殼的末端。黎鐮蟲可能有軟體動物特有的齒舌，但在化石中難以保存下來。

## 分類

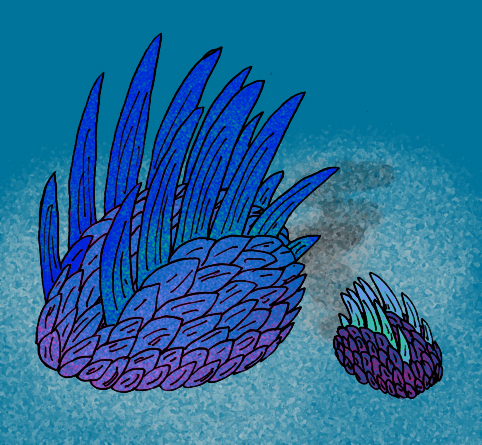
微瓦霞蟲屬（Wiwaxia）的生活情景想像圖。

由於黎鐮蟲的化石有保存軟體的部分，所以相對於分類會比較明瞭。2007年，西蒙·康威·莫里斯和吉恩-貝爾納·卡隆建立了黎鐮蟲科（Orthrozanclidae）將施氏家求蟲（Oikozetetes seilacheri）也納入黎鐮蟲科，並提出黎鐮蟲可能與同是在哈瓦亞蟲類（Halwaxiida）的微瓦霞蟲（Wiwaxia）和哈氏蟲類（Halkieriid）的中間，做為哈瓦亞蟲類（Halwaxiida）基群部分。之後，證實了黎鐮蟲在哈瓦亞蟲類的分類是為在最基群。
尼古拉斯·J·巴特菲爾德（Nicholas J. Butterfield）推測黎鐮蟲可能會有一個與微瓦霞蟲（Wiwaxia）和哈氏蟲類（Halkieriid）還擁有一個更早的祖先，認為與哈氏蟲類都是一個演化支。在此之後，約翰·R·佩特森（John R. Paterson）等人也覺得家求蟲的親緣關係與黎鐮蟲非常相近，因為殼的外觀長的很相似。而在許多早期的軟體動物中也有一些物種只有一個殼，包含黎鐮蟲在內，代表部分的早期軟體動物可能都是只有一個殼。
2017年，趙方臣等人有指出黎鐮蟲科沒有需要特別獨立而併入哈氏蟲科，且將家求蟲移出。之後研究都認為黎鐮蟲比較相近於哈氏蟲類而不是微瓦霞蟲，與微瓦霞蟲不會有共同的祖先。

### 比較
黎鐮蟲結合了微瓦霞蟲（Wiwaxia）和哈氏蟲類（Halkieriid）的特徵，雖然微瓦霞蟲（Wiwaxia）和哈氏蟲類（Halkieriid）都有三個部分的骨片；首先與微瓦霞蟲相似點是嬌小的體型和側面的骨片與背上的刺的排列，但是黎鐮蟲的刺比較細長，而且側邊的骨片會比較小；黎鐮蟲與哈氏蟲類也有幾個相似的特徵，在身體的背部都有凸出的殼，可是微瓦霞蟲並沒有。而且哈氏蟲類最特別特徵是前後都有殼，而前殼更凸出。雖然黎鐮蟲沒有後殼，但其前殼的形狀與哈氏蟲類很相似。而且與哈氏蟲類的骨片份部位置相似都是由三組不同的骨片的部分組成的，分別是：中間、內圈和外圈；中間是黎鐮蟲和哈氏蟲類共同擁有非常微小的骨片排列成數十排的中心部分；內圈都是位在背側，包含了黎鐮蟲的長刺和哈氏蟲的尖銳小骨片；外圈都是位在身體左右兩側，包含了黎鐮蟲的匕首狀骨片和哈氏蟲的葉狀骨片。

黎鐮蟲與施氏家求蟲的化石都有發現兩個殼，可是家求蟲尾端的殼缺少了黎鐮蟲的身體中間會突起的部分。

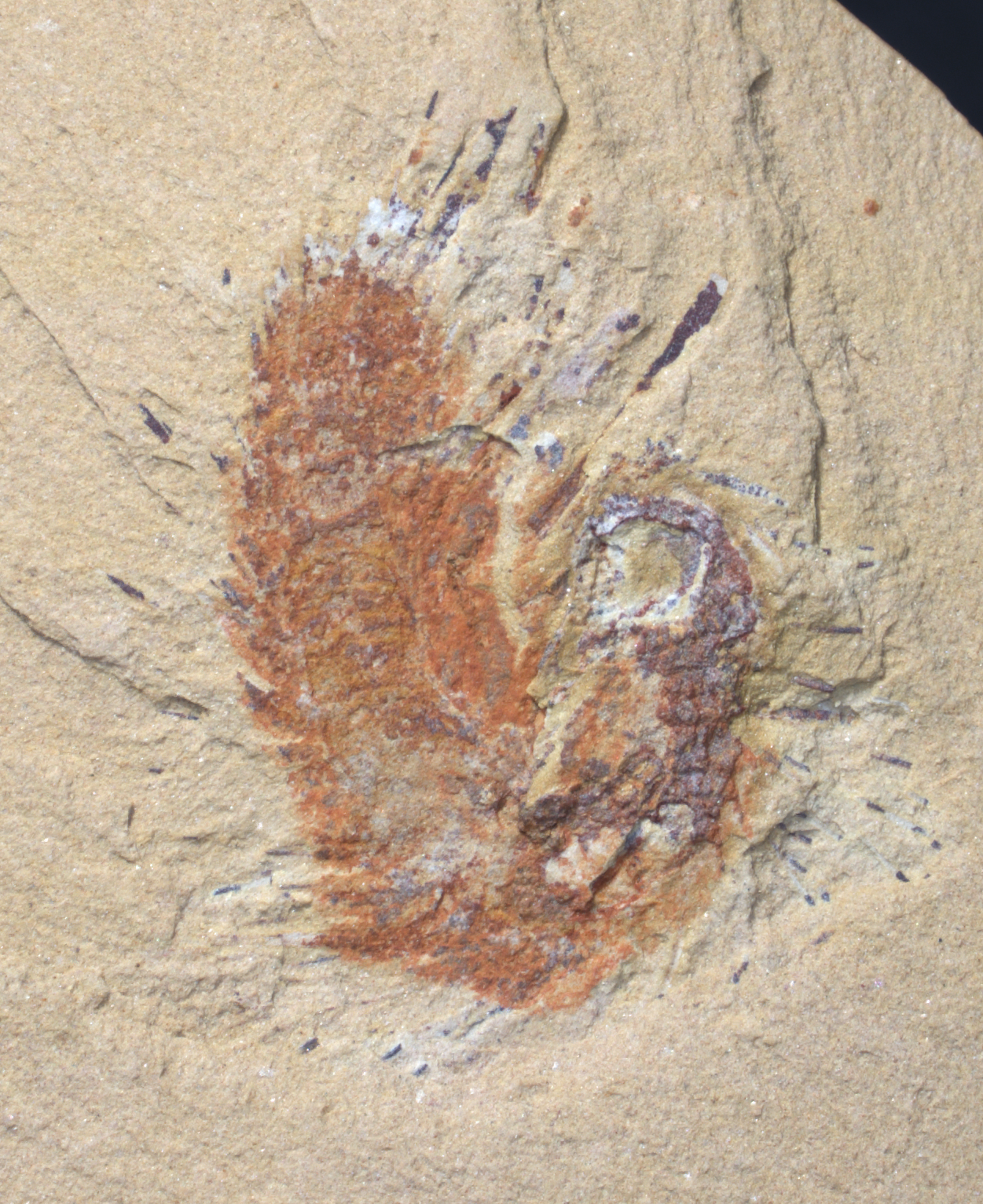
長形黎鐮蟲（Orthrozanclus elongata）的化石照片。

## 資料來源
1. 1 2 3 4 5 6 7 8 9 10 11 12 13 14 15 16 17 18 19 20 21 22 23 24 25 26 27 28 29 30  Morris, Simon Conway; Caron, Jean-Bernard. . Science. 2007-03-02, 315 (5816). ISSN 0036-8075. doi:10.1126/science.1137187.[]
2. 1 2 3  Paterson, John R.; Brock, Glenn A.; Skovsted, Christian B. . Lethaia. 2009-06, 42 (2). ISSN 0024-1164. doi:10.1111/j.1502-3931.2008.00132.x.
3. 1 2 3 4 5 6 7 8 9 10 11 12 13 14 15 16 17 18 19  Zhao, Fangchen; Smith, Martin R.; Yin, Zongjun; Zeng, Han; Li, Guoxiang; Zhu, Maoyan. . Scientific Reports. 2017-11-24, 7 (1). ISSN 2045-2322. doi:10.1038/s41598-017-16304-6.
4. 1 2  中国科学院南京地质古生物研究所. . 科普中国. 2017-12-27  [2024-03-11]. （原始内容存档于2024-03-11）.
5. ↑  Jacquet, Sarah M., Glenn A. Brock, and John R. Paterson. "New data on Oikozetetes (Mollusca, Halkieriidae) from the lower Cambrian of South Australia." Journal of Paleontology 88.5 (2014): 1072-1084.
6. 1 2  ZHANG, Xiaochuan; YAO, Jinxian. . Acta Geologica Sinica - English Edition. 2014-10, 88 (5). ISSN 1000-9515. doi:10.1111/1755-6724.12305.
7. 1 2  Dorward, Rebecca, and Paul Selden. "A NEW HALKIERIID FROM THE CAMBRIAN SPENCE SHALE, UTAH."
8. ↑  Minelli, Alessandro. . . Oxford University Press. 2008-12-18. ISBN 978-0-19-856620-5.
9. 1 2  Shigeno, S. H. U. I. C. H. I., TAKENOrI, S. A. S. A. K. I., & Boletzky, S. V. (2010). The origins of cephalopod body plans: a geometrical and developmental basis for the evolution of vertebrate-like organ systems. Cephalopods-Present and Past, 1, 23-34.
10. 1 2  Sigwart, Julia D; Sutton, Mark D. . Proceedings of the Royal Society B: Biological Sciences. 2007-07-25, 274 (1624). ISSN 0962-8452. doi:10.1098/rspb.2007.0701.
11. ↑  Vinther, Jakob; Parry, Luke; Briggs, Derek E. G.; Van Roy, Peter. . Nature. 2017-02, 542 (7642). ISSN 0028-0836. doi:10.1038/nature21055.
12. 1 2  Raff, Rudolf A. . Nature Reviews Genetics. 2007-12, 8 (12). ISSN 1471-0056. doi:10.1038/nrg2225.
13. ↑  张志飞; 张志亮. . 自然杂志. (2014), 36 (1): 34-41  [2024-02-29]. （原始内容存档于2024-02-29） （中文）.
14. ↑  Moore, John L., et al. "Cambrothyra ampulliformis, an unusual coeloscleritophoran from the lower Cambrian of Shaanxi Province, China." Journal of Paleontology 84.6 (2010): 1040-1060.
15. 1 2  Kimmig, Julien; Selden, Paul A. . Palaeoworld. 2021-06, 30 (2). ISSN 1871-174X. doi:10.1016/j.palwor.2020.05.003.
16. 1 2 3  Topper, Timothy P.; Holmer, Lars E.; Caron, Jean-Bernard. . Scientific Reports. 2014-10-21, 4 (1). ISSN 2045-2322. doi:10.1038/srep06704.
17. ↑  N.J., Butterfield, Budd, G.E; Streng, M; Daley, A.C; Willman, S.  (PDF). Palaeontological Association Annual Meeting. (Uppsala, Sweden.). (2007-12-18).: pp. 26–7.  [2024-02-17]. （原始内容存档 (PDF)于2023-04-18） （英语）.
18. 1 2  Butterfield, Nicholas J. . Journal of Paleontology. 2008-05, 82 (3). ISSN 0022-3360. doi:10.1666/07-066.1.
19. ↑  Kocot, Kevin M.; Poustka, Albert J.; Stöger, Isabella; Halanych, Kenneth M.; Schrödl, Michael. . Scientific Reports. 2020-01-09, 10 (1). ISSN 2045-2322. doi:10.1038/s41598-019-56728-w.
20. ↑  Han, Jian; Conway Morris, Simon; Hoyal Cuthill, Jennifer F.; Shu, Degan. . Scientific Reports. 2019-03-20, 9 (1). ISSN 2045-2322. doi:10.1038/s41598-019-40841-x.

### 註
1. ↑  ROM是加拿大皇家安大略博物館（Royal Ontario Museum）的簡寫
2. ↑  冠群(crown group)指的是一個演化支的現存物種和它們的最近共同祖先，以及由該祖先演化而來的所有已滅絕物種